# Білоруська енциклопедія (видавництво)
Білоруська енциклопедія імені Петруся Бровки (біл. Беларуская энцыклапедыя імя Петруся Броўкі) — наукове видавництво, республіканське унітарне підприємство, підвідомче Міністерству інформації Республіки Білорусь. Лауреат премії Республіки Білорусь «За духовне відродження» та інші нагороди.

## Історія
У січні 1967 р. була заснована головна редакція «Білоруська радянська енциклопедія» Академії наук Білоруської РСР на правах науково-дослідного інституту.
Від 1975 р. видавництво увійшло у систему Держкомвидаву Білоруської РСР.
У 1976 р. за участь у виданні «біл. Беларускай Савецкай Энцыклапедыі» провідні члени авторського колективу видання отримали Державну премію Білоруської РСР.
У 1980 р. видавництву «біл. Беларускай Савецкай Энцыклапедыі» дане було ім'я Петруся Бровки — ініціатора створення і першого головного редактора видавництва.
У 2010 р. творчому колективу республіканського унітарного підприємства «Видавництво „Білоруська Енциклопедія імені Петруся Бровки“» за створення книг «Земля сили. Біловезька пуща» і «Радзивілли. Альбом портретів XVIII—XIX століть» було вручено Диплом лауреата премії Президента Республіки Білорусь «За духовне відродження».

## Головні редактори
- Петро Устинович Бровка, 1967—1980 рр.[1];
- Іван Петрович Шамякін, 1980—1992 рр.;
- Михайло Олександрович Ткачов, від жовтня 1992 р.;
- Борис Іванович Саченко, 1993—1995 рр.;
- Геннадій Петрович Пашков, 1996—2008 рр.;
- Володимир Петрович Саламаха, 2008—2010 рр.;
- Лариса Володимирівна Язикович, від 2010 р..

## Відомі видання
- Белорусская Советская Энциклопедия в 12-ти томах (1969—1975 гг.) (біл.)
- «Беларуская ССР: Кароткая энцыклапедыя: у 5 тамах» (1978—1981 гг. — на (біл.), 1979—1982 гг. — на (рос.))
- «Тлумачальнага слоўніка беларускай мовы»: у 6 тамах (1977—1984 гг.) (біл.)
- «Свод памятников истории и культуры Белоруссии»: в 7 томах (1984—1988 гг.) (рос.)
- «Энцыклапедыя прыроды Беларусі»: у 5 томах (1983—1986) (біл.)
- «Энцыклапедыя літаратуры і мастацтва Беларусі»: в 5 томах (1984—1987 гг.) (біл.)
- «Красная книга Белорусской ССР» (1-е изд. 1981 г.) (біл.)
- «Янка Купала: Энцыклапедычны даведнік» (1986 г.) (біл.)
- «Францыск Скарына і яго час: Энцыклапедычны даведеднік» (1988 г.) (біл.)
- «Этнаграфія Беларусі» (1989 г.) (біл.)
- «Статут Вялікага княства Літоўскага 1588: Тэксты. Даведнік. Каментарыі» (1989 г.) (біл.)
- «Беларусь у Вялікай Айчыннай вайне. 1941—1945» (1990 г.) (біл.)
- «Беларускія пісьменнікі: Біябібліяграфічны слоўнік»: у 6 тамах (1992—1995 гг.) (біл.)
- «Энцыклапедыя гісторыі Беларусі»: у 6 тамах (1993—2003 гг.) (біл.)
- «Беларуская энцыклапедыя»: у 18 тамах (1996—2004 гг.) (біл.)
- «Историко-документальных хроник „Памяць“»: в 146 томах (1985—2005 гг.)
- «Тэатральная Беларусь»: у 2 тамах (2002—2003 гг.) (біл.)
- «Вялікае княства Літоўскае»: у 3 тамах (2005—2010 гг.) (біл.)
- «Республика Беларусь»: в 7 томах (2005—2008 гг.) (рос.)
- «Спортивная энциклопедия Беларуси» (2005 г.) (рос.)
- «Туристская энциклопедия Беларуси» (2007 г.) (рос.)
- «Археалогія Беларусі»: у 2 тамах (2009 г.) (біл.)
- «Гарады і вёскі Беларусі»: у 15 тамах (2004- гг.) (біл.)
- «Культура Беларусі»: у 6 тамах (2010-) (біл.)